# 巖愛草
巖愛草，唇形科牛至屬，在希臘文中被稱做Δίκταμο（diktamo, cf. "Dittany"），種名來自兩個希臘字彙，-Dikti（山）以及thamnos（灌木），在克里特島方言中被稱做Έρωντας （erontas，「愛」）。巖愛草是多年生植物，植株大約20-30公分高。這種帶有療癒力以及芳香的植物，只生長在希臘克里特島的山區及峽谷地區。巖愛草廣泛地使用於料理調味以及醫療用途上，除此之外也是花園裡重要的觀賞植物。其莖上及綠色圓葉上覆蓋的灰白色短毛是可供辨認的一大特徵，讓它帶有絨布般的觸感。花朵呈桃紅色，被大片的紫紅色苞葉裹住，在夏秋兩季叢生，替這種植物增添艷麗的色彩。1997年，國際自然保護聯盟瀕危物種紅色名錄將巖愛草列為易危植物物種（Vulnerable）。

## 型態
巖愛草，多年生草本植物，灰綠橢圓葉片對生。細小的莖呈弓形彎曲。葉片有絨毛覆蓋，葉片大小約為13–25 毫釐。
花朵呈淡粉紅至淡紫色，層疊的桃紅色苞葉包裹著深紫色花冠，花期於夏季，為穗狀花序。花朵雌雄同體，同時具有雄蕊與雌蕊，以氣味與明亮的顏色吸引蜜蜂授粉。
其精油的主要成分為香荊芥酚（68.96%），β-水茴香萜（18.34%），以及對傘花烴（4.68%）。

## 歷史
在希臘神話中，巖愛草是被獻給月之女神黛安娜的植物。採集巖愛草的作業非常危險，採集者須冒著傷殘甚至是失去生命的風險，攀上克里特島山脈的岩石來尋找巖愛草。這些甘冒危險、富有熱忱的採集者被當地人命名為erondades (尋愛者)。
巖愛草的價格相當高；於夏季的花期採收，並且出口作為醫療、香水生產，以及酒品調味等用途（比如苦艾酒、利口酒）。
在古希臘時代，希波克拉底將巖愛草納入處理各種疼痛的處方，並認為巖愛草在處理胃痛以及消化系統問題時非常有用，製成敷劑後能治療傷口，也能減緩經痛。
希臘哲學家亞里斯多德在他的作品《動物史》中寫道：「據說每當克里特島的野生山羊被箭矢射傷，牠們會前去尋找巖愛草，因此巖愛草應當具有能將箭矢從牠們身體裡取出的特性。」
希臘學者及哲學家泰奧弗拉斯托斯同意亞里斯多德的說法，認為巖愛草具有療癒力。在他的作品《植物志》中，他紀錄巖愛草為克里特島獨有，並且寫下：「如果山羊在遭射傷時咀嚼巖愛草，就能使牠們擺脫箭矢，據說這件事是真的。」（9.16.1）
其他古希臘學者也提及巖愛草，卻可能是指稱白鮮屬植物。
如今，野生的巖愛草被歐盟列為「稀有」等級並進行保護以避免絕種。人為種植區域集中在鄰近Embaros地區的村莊，以及南伊拉克利翁地區。巖愛草可泡為花草茶，或者添加於天然美容產品之中。

## 文學
在詩人維吉爾的著作《埃涅阿斯紀》中，維納斯以「克里特島上名為依達（Ida）的寧芙所賜之巖愛草莖稈」，治癒了受傷的埃涅阿斯。這種植物帶有「毛絨絨的葉片以及深紅色的花朵」，當山羊被箭矢射中時會找來吃。
在J·K·羅琳的哈利波特系列小說中，作者屢次提及巖愛草。在原著小說以及電影《哈利波特—死神的聖物（上）》，巖愛草以及巖愛草精油可以立刻癒合傷口與撕裂傷。

## 巫術
在現代巫術中，巖愛草被用來製作愛情靈藥、進行占卜，或與神靈溝通。若把巖愛草點燃，必須小心神靈在煙幕之中現形。
據信一小撮巖愛草也能強化靈魂出竅的能力，能讓意識與靈魂分開。
除此之外，巖愛草也是少數廣為人知的乙太凝劑。在進行煉金術程序時，主要用來提供足夠的乙太，讓召喚儀式喚來靈體得以建構肉身。

## 芳香分子
- 香荊芥酚 [4]
- 百里酚 [4]
- 對傘花烴 [4]

## 毒理學
內含多種酚類化合物，抗菌力強，封裝於脂質體後可做為防腐劑，在食品工業及化妝品、醫療產業中都能應用。